# Viasna
Le Centre Viasna des droits de l'homme est la principale organisation de défense des droits de l'homme en Biélorussie. Fondée en 1996 par Alès Bialiatski, cette ONG recense notamment les violations commises depuis l'élection présidentielle de 2020 et liste les prisonniers politiques.

## Historique
Viasna-96 voit le jour le 26 avril 1996 à l'occasion du rassemblement pour le dixième anniversaire de la catastrophe de Tchernobyl sévèrement réprimé par les forces de l'ordre. Des juristes, journalistes, écrivains, étudiants et universitaires s'associent pour aider les manifestants emprisonnés et communiquer sur les violations des droits de l'homme. Le 15 juin 1999, l'association est déclarée sous le nom de Centre des droits de l'homme Viasna.
L'association perd sa reconnaissance légale à la suite d'une décision de la Cour suprême du 28 octobre 2003, pour non-respect de la procédure de désignation des observateurs lors de l'élection présidentielle de 2001. Pour Jean-Charles Lallemand et Virginie Symaniec, le procès de 2003 témoigne de « l'acharnement du pouvoir à liquider toute organisation importante de la société civile ». Les membres restent actifs et l'année suivante, Viasna devient membre de la Fédération internationale des ligues des droits de l’homme (FIDH). 
Depuis 2021, sept de ses membres sont emprisonnés, dont son président-fondateur Alès Bialiatski.
Le 6 octobre 2022 Viasna reçoit le prix Nobel de la paix avec son président fondateur Ales Bialiatski et conjointement avec l'association russe Memorial.

## Actions

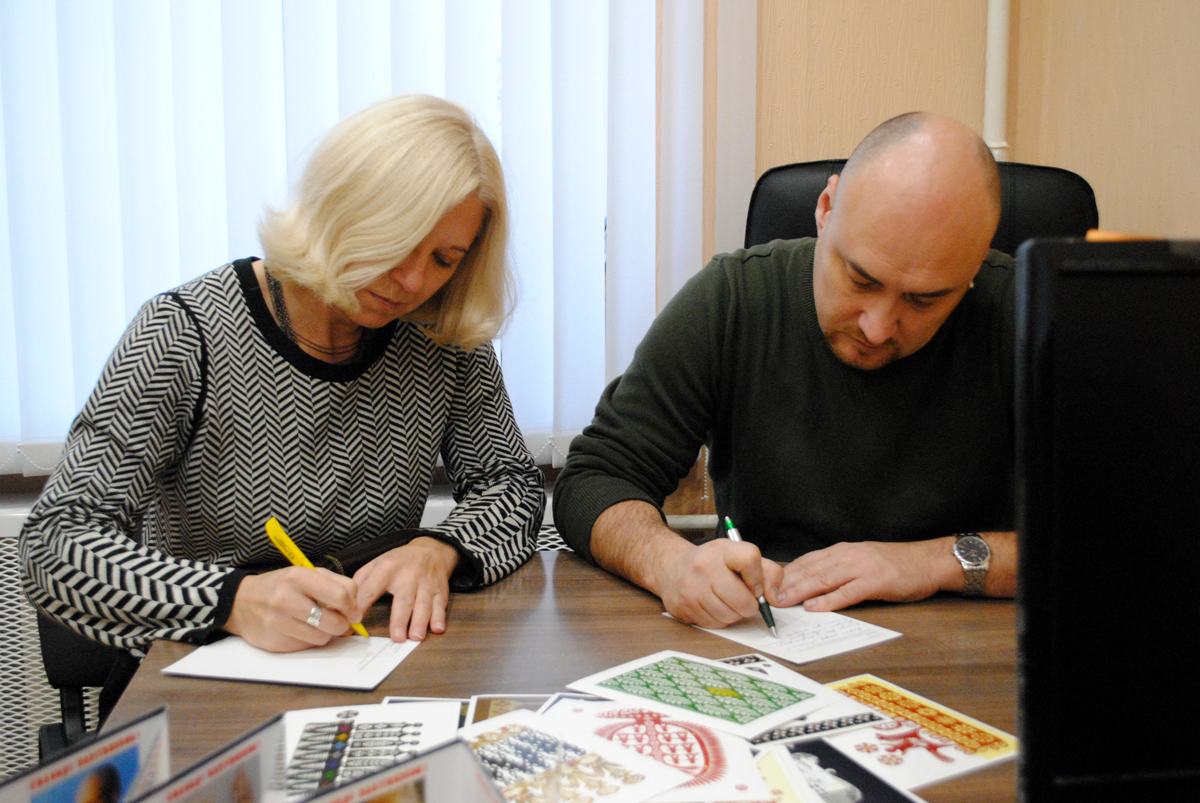
Cartes postales adressées aux prisonniers politiques.

Les principales actions de Viasna sont, :
- Soutien juridique aux victimes de violations des droits de l’homme ;
- Recherche et suivi de la situation des droits de l’homme en Biélorussie ;
- Éducation aux droits de l'homme ;
- Campagne pour l’abolition de la peine de mort ;
- Surveillance des conditions de détention ;
- Observation des élections.